# La Violetera
Cet article concerne la habanera. Pour le film, voir La violetera (film).
La Violetera (« La marchande de violettes », en espagnol) est une habanera composée par José Padilla Sánchez (1889-1960) en 1915 et dont les paroles ont été écrites par Eduardo Montesinos (1868-1930).

## Historique
En 1915, lors de son séjour à Paris en tant que directeur du Casino, José Padilla demande à Eduardo Montesinos de lui écrire un texte sur une marchande de violettes aveugle. La chanson qu'il composera est l'une de ses plus belles compositions et l'une des plus connues. La première eut lieu à Barcelone, où elle fut interprétée par Carmen Flores. Cependant, c'est la chanteuse Raquel Meller qui rendra la chanson célèbre, d'abord en France puis en Espagne et ensuite dans le reste du monde.

## Interprétations

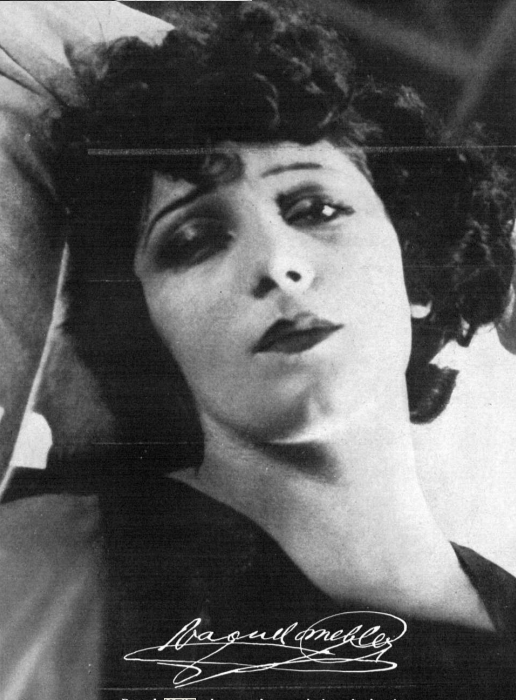
Raquel Meller en 1929.

En Espagne, l'interprétation de Raquel Meller a fait la célébrité tant de la chanson comme de la chanteuse. La version interprétée par Sara Montiel a également eu un grand succès, surtout grâce à la popularité du film homonyme de 1958 réalisé par Luis César Amadori. Trente ans plus tard, Sara Montiel réenregistre la chanson en duo avec Montserrat Caballé pour son album Purísimo Sara. En France, La Violetera a figuré au répertoire de Dalida et de Nana Mouskouri, entre autres.

## Filmographie

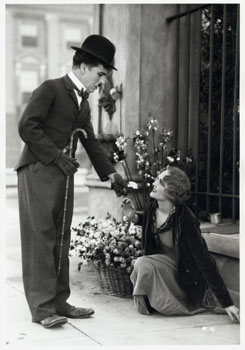
Les Lumières de la ville
Charlie Chaplin dans la scène de la fleuriste aveugle avec Virginia Cherrill (La Violetera).

- Les Lumières de la ville (1931) : Charlie Chaplin dans la scène de la fleuriste aveugle (Virginia Cherrill)[2].

En 1931, Charlie Chaplin fait de l'air de la chanson le thème musical principal du film. Il avait proposé le rôle de la Violetera à Raquel Meller mais, après avoir essuyé un refus, il utilisa le thème sans nommer le compositeur et José Padilla déposa une plainte pour violation de droit d'auteur. En juillet 1934, Charlie Chaplin finit par perdre le procès à Paris et fut condamné à payer à l'auteur-compositeur une indemnité de 15 000 francs avec intérêt dès le jour de la sortie du film.
- La violetera[3] : Sara Montiel (1958).

L'action du film se situe au Nouvel an 1899. Soledad (Sara Montiel) vend des violettes dans une rue animée de Madrid quand elle rencontre l'aristocrate Fernando interprété par Raf Vallone. Le couple tombe amoureux mais leurs origines sociales différentes menacent la relation.
- La Vie en mauve (All Night Long) : Barbra Streisand, Gene Hackman, (1981)[2].
- Le Temps d'un week-end (1992) (Scent of a Woman)[2].

## Monuments

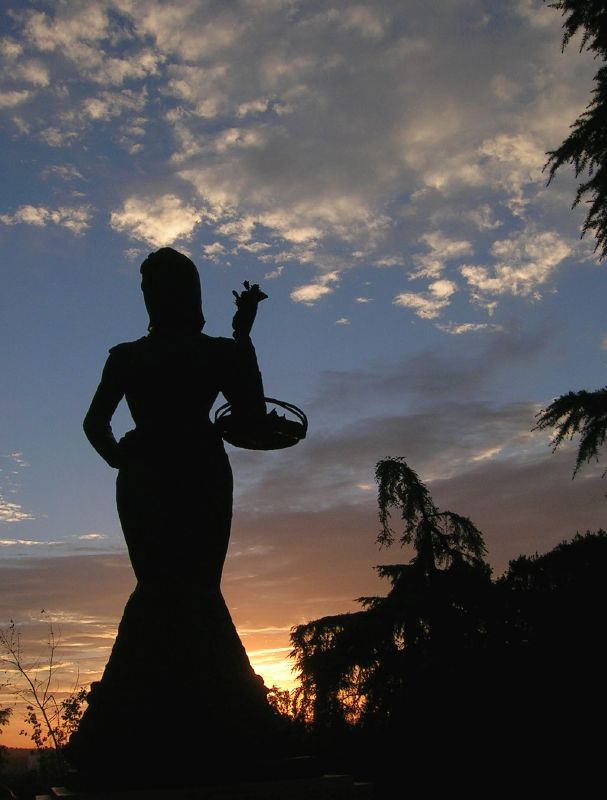
Statue de La Violetera dans le jardin des Vistillas.

Plusieurs statues commémorant la chanson La Violetera existent en Espagne. Une des plus connues est sans doute celle du jardin des Vestillas où elle est représentée sous les traits de l'actrice argentine Celia Gámez.

## Extrait
Extrait des paroles de La Violetera :